# انستیتوی فیزیک ماکس پلانک

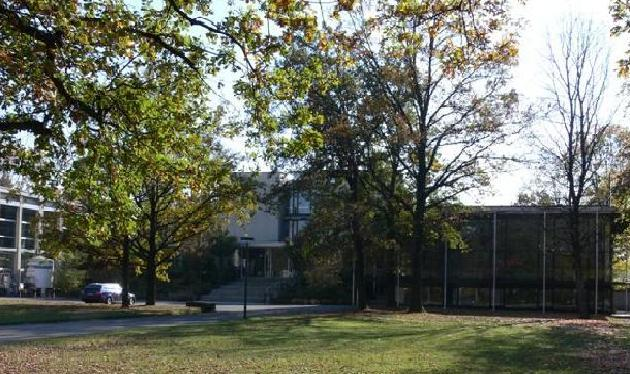

انستیتو فیزیک ماکس پلانک' ( به آلمانی: Max-Planck -Institut fur physik) یک انستیتوی تحقیقات علمی است که بخشی از انجمن ماکس پلانک می‌باشد. این انستیتو در مونیخ از شهرهای آلمان واقع شده است. 
در این انستیتو تحقیقات مهمی در مورد فیزیک ذرات، کیهان‌شناسی ، پرتو کیهانی انجام می‌شود و حدود ۲۱۰ نفر فعالیت می‌کنند. 